# Der Traum (2006)
Der Traum ist ein dänisches Filmdrama aus dem Jahr 2006. Regie führte Niels Arden Oplev, der mit Steen Bille auch das Drehbuch schrieb. Der Film hat in den Jahren 2006 und 2007 mehrere Preise gewonnen u. a. in Kopenhagen den Robert-Filmpreis für den besten dänischen Spielfilm, die beste Regie und das beste Drehbuch, in Berlin den Gläsernen Bären für den besten Spielfilm. Der Film wurde größtenteils auf der Insel Ærø aufgenommen. Der Text im Nachspann „filmen er baseret på virkelige hændelser“ bedeutet übersetzt „Der Film basiert auf wahren Begebenheiten“.

## Handlung

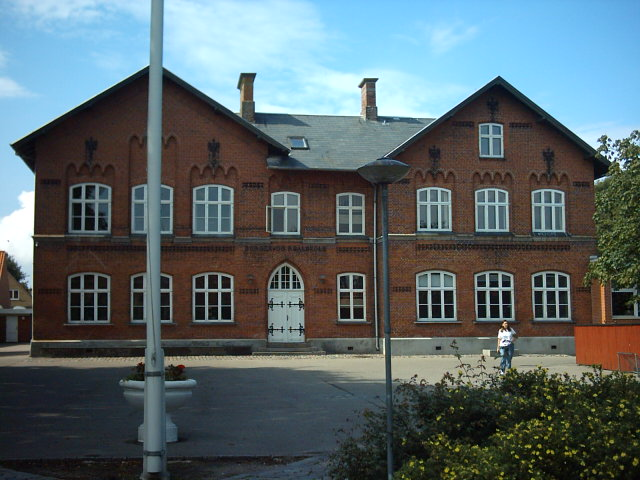
Die Schule in Ærøskøbing, einer der Drehorte

Der Film führt zurück in das Jahr 1969. Es ist Sommer und die Kinder haben Ferien. Frits, ein fröhlicher zirka zwölf Jahre alter Junge, lebt mit seinen Eltern und zwei jüngeren Schwestern auf einem Bauernhof am Rande eines Dorfes irgendwo in Dänemark. Der Junge wird Zeuge, wie sein Vater völlig unerwartet eine Krisis erleidet und in die Psychiatrie eingeliefert werden muss. Um den Kindern den Verlust des Vaters zu erleichtern, kauft die Mutter den ersten Fernseher der Familie, durch den Frits von der Ermordung Martin Luther Kings erfährt. Kurze Zeit später kommt Frits in die sechste Klasse einer neuen Schule, die seit 25 Jahren von einem Direktor geführt wird, der sich selbst als „General“ tituliert. Entsprechend ist auch sein Auftreten, als er die Kinder unterrichtet. Er möchte die Kinder „abrichten“, bis der neue Lehrer da ist, und schreckt auch vor körperlicher Züchtigung nicht zurück. Dann kommt der neue Lehrer an die Schule, der das Gegenteil des „Generals“ ist; er behandelt die Kinder wie vollwertige Menschen, bietet ihnen sogar an, ihn mit Freddie anzureden.
Zwischen Frits und seiner Mitschülerin Iben entwickelt sich eine Freundschaft, die erste zarte Anflüge von Liebe zeigt. Von seinen Mitschülern wird Frits bald darauf überredet durch einen Spalt in den Umkleideraum der Mädchen in der Turnhalle zu schauen. In seiner Naivität bemerkt er nicht, dass er in eine Falle gelockt wird und landet unverhofft unter den kreischenden Mädchen, die ihn als Revanche abduschen. Völlig durchnässt flüchtet Frits und läuft dem „General“ direkt in die Arme. Unter den enthusiastischen Rufen der anwesenden Kinder, wird er vom Direktor am Ohr über den Gang gezogen. Der Lehrer Freddie Svale bringt den blutenden Jungen zum Schularzt und dieser stellt fest, dass das Ohr an zwei Stellen abgerissen wurde und genäht werden muss. Die Mutter, die als dessen Assistenz arbeitet, kommt wenig später mit ihrem Mann in Streit, der gerade heimgekehrt ist. Während sie die Schwierigkeiten sieht, denen der Junge und auch sie selbst als Angestellte der Schule ausgesetzt werden könnten, hat er die Verteidigung seines Sohnes im Auge, ist aber unfähig zu handeln. Die Mutter wird zwar aktiv, muss aber beim Schuldirektor eine Abfuhr hinnehmen und erhält auch von der Polizei keinerlei Unterstützung, obwohl Züchtigung in Schulen offiziell verboten ist.
Lehrer Freddie zeigt den Kindern im Musikunterricht mit Blues und dem Einsatz von E-Gitarren, Schlagzeug und Percussion bislang völlig unbekannte Seiten der Musik. Das offensichtliche Vergnügen der Kinder dauert nur kurz. Freddie wird zum Direktor zitiert, der „keine Negermusik mehr“ hören möchte und auch nicht auslässt, ihn daran zu erinnern, dass seine Probezeit noch nicht abgelaufen ist. Zwischen Lehrer Freddie und Frits entwickelt sich eine freundschaftliche Beziehung und bei einem Besuch in der Wohnung des Lehrers entdeckt Frits viele Gemeinsamkeiten. Auf die Aufforderung sich aus Freddies Plattensammlung zu bedienen, wählt Frits nur eine, nämlich die mit der weltbekannten Rede seines Idols Martin Luther King: I have a dream. Freddie wird von Frits’ Vater direkt gefragt: „Wenn es ihr Sohn wäre, was würden Sie dann tun?“ Sein Rat, den Schulvorstand zur Klärung einzuschalten, wird auch von der Mutter akzeptiert. Als Direktor Svendsen erfährt, dass beim Schulvorstand eine Anzeige gegen ihn eingereicht wurde, unterbreitet er dem Lehrerkollegium seine Absicht, dem Jungen „Sonder-Unterricht“ zu erteilen. Außer Lehrer Freddie ist nur die Englisch-Lehrerin bereit ein gutes Wort für Frits einzulegen, der Rest schweigt. Die Mutter, die ihre Vorahnungen bestätigt sieht, macht ihrem Mann Vorwürfe. Aber als dieser von Lehrer Freddie ein Buch zugespielt bekommt, das eine Möglichkeit eröffnet sich gegen den „Sonder-Unterricht“ zur Wehr zu setzen, ist sie wieder auf seiner Seite. Nachdem Frits nur noch am regulären Unterricht teilzunehmen braucht, setzt der Schularzt seine Mutter mit einem fadenscheinigen Argument davon in Kenntnis, dass ihre Tätigkeit als Schul-Schwester ab sofort beendet ist.
Auf einer Schulveranstaltung, zu der alle Eltern eingeladen sind, läuft alles „general“stabsmäßig, angefangen vom Einmarsch mit dem Dannebrog bis zu zackigen sportlichen Darbietungen. Der Direktor ist sichtlich erfreut, bis Lehrer Freddie überraschend einen zusätzlichen Beitrag der Schüler ankündigt. Mit dem Lied We Shall Overcome (Anm.: Dies ist auch der Titel dieses Films in der englischsprachigen Version) begeistern die Kinder die Anwesenden, nur Einen nicht. Erst als er die Standing Ovations aller Anwesenden bemerkt, erhebt sich auch Direktor Svendsen mit eisiger Miene. Kurze Zeit später findet in der Wohnung von Frits’ Freundin Iben eine Abstimmung statt. Ihr Vater Erling ist Sprecher des Schulvorstandes, der hier darüber abstimmen soll, ob der Direktor sich einer Disziplinar-Untersuchung unterziehen muss. Obwohl Erling mit allen Mitteln versucht, die Abstimmung in eine dem Direktor genehme Position zu lenken, entscheidet sich die Mehrheit für dessen Vorladung. Der Direktor ist bereits am Boden zerstört, da unterbreitet Erling ihm unter vier Augen den perfiden Plan, alles abzustreiten, und zu behaupten, den Jungen nie angefasst zu haben.
Am Tag der Untersuchung erteilt Erling zuerst dem Direktor das Wort, der behauptet, Frits sei bereits morgens blutend in der Schule angekommen. Der Lehrer Freddie, der Freund von Frits und dessen Familie, erscheint als einziger Zeuge, macht aber eine Aussage, die den Direktor entlastet. Die Kinder werden als Zeugen nicht zugelassen. Der Direktor zieht nun die Ehre von Frits’ Vater in den Schmutz und lenkt mit Details über die Einweisung in die Psychiatrische Klinik den Verdacht der Kommission auf den Vater. Die Eltern verlassen den Saal und nur noch Frits’ Mutter gelingt es, ihre Verachtung in Worte zu kleiden. Von allen Anwesenden unbemerkt, hatten Frits und Iben hinter einem Vorhang gelauscht. Seine Freundin Iben, die ihren Vater Erling kurz vor der Befragung über alle Details der Vorkommnisse informiert hatte, tritt plötzlich aus dem Vorhang. Für den Vater hat sie nur einen verächtlichen Blick übrig, seine Fragen lässt sie unbeantwortet und geht.
Frits’ Vater geht nach diesem Ereignis in die Klinik zurück. Lehrer Freddie tritt beim Direktor ein, als dieser gerade seine positive Beurteilung tippt, die Freddie für seine Aussage bekommen sollte. Freddie möchte jedoch an dieser Schule nicht weiter unterrichten und kündigt selber. Iben wartet auf Frits und berichtet ihm, dass dies ihr letzter gemeinsamer Tag ist, da ihr Vater sie in ein Internat stecken will. Zum Unterricht in der Klasse erscheint nun wieder der Direktor, der „General“, der sichtbar ganz obenauf ist und da weitermachen will, wo er aufgehört hat. Die Schüler, die sonst starr vor Angst waren, verweigern nun ohne Ausnahme den Gehorsam, indem sie sich zunächst weigern mit dem Direktor zu singen und als sie einzeln aufgerufen werden ihm keine Antwort geben. Als Frits an der Reihe ist, den Mund aufzumachen, sagt er nur ein Wort: „Lügner!“. Der Direktor verliert völlig die Kontrolle und schlägt wieder und wieder auf den Jungen ein, der jeden Schlag mit dem Wort „Lügner!“ quittiert. Das Entsetzen und Weinen der Kinder, die das alles im Klassenraum mit ansehen müssen, bleibt ohne Resonanz. Plötzlich fasst sich der selbsternannte „General“ an die Brust und wankt, begleitet von rhythmischem Klatschen der Klasse, aus dem Raum.
Nur wenig später kommt Iben zu Frits und berichtet ihm, dass der Direktor im herbeigerufenen Krankenwagen gestorben ist. Alle Kinder und Lehrer versammeln sich in der Turnhalle, wo der Tod des Direktors offiziell verkündet wird. Während die Lehrer betreten dreinschauen, bricht unter den Schülern Jubel aus. Freddie entschuldigt sich bei Frits, weil dieser den Mut zum Widerstand hatte, den er selbst nicht hatte. Die Kinder rennen aus der Halle und hissen auf dem Schulhof die Fahne, die zuvor auf halbmast gesetzt worden war.
Frits und seine Mutter besuchen den Vater im Krankenhaus. Die Depression hat er nicht besiegt und auch die Nachricht vom Tod des Direktors bewirkt keine Gefühlsregung. Frits bittet ihn nach Hause zu kommen, doch der Vater sagt ihm, dass er nicht kann. „Wenn du hier bleibst, hat er gewonnen. Komm mit nach Hause, Papa!“, sagt Frits und streckt ihm die Hand entgegen.

## Nebenhandlung
- Einige Tage bevor Frits durch den Direktor verletzt wird, muss ein anderer Junge zum Direktor, weil er eine Scheibe eingeworfen hat. Die anderen Kinder haben kein Mitleid mit ihm, sondern versuchen durch das Fenster des Direktors zu erspähen, ob der Junge durch die Züchtigung des Direktors schon weint. Nur Frits distanziert sich von den Schaulustigen und sagt ihnen das sie sich schämen sollten.
- Am Anfang des Films war Frits in der konservativen Schule der einzige Junge mit einer Beatles-Frisur, was dem Direktor schon missfällt. Nachdem für die Behandlung am Ohr die linke Kopfseite kahl geschoren wurde, schneidet Freddie auch die andere Seite kahl, jedoch in der Mitte will Frits die Haare lang behalten, wodurch eine Frisur ähnlich dem Irokesenschnitt entsteht.
- Als ein Lehrer unterrichtet, dass Dänemark als erstes Land in Europa die Sklaverei abgeschafft hätten, widerspricht ihm Frits und erklärt, dass Dänemark lediglich als erste in Europa den Sklavenhandel eingestellt hätten, aber weiterhin Sklavenhaltung auf ihren Kolonien auf den Westindischen Inseln erlaubte, wo weitere Sklaven wie Vieh gezüchtet wurden. Daraufhin wird Frits vom Lehrer aus der Klasse verwiesen.
- Nachdem Frits von Freddie erfahren hat, dass dieser seinen ursprünglichen Namen 'Gunnar' zu 'Freddie' geändert hat, entschließt er sich dazu, in Zukunft den Namen 'Martin' zu haben, da er der Meinung ist, dass Kinder selbst ihren Namen bestimmen müssten, weil sie ihn ihr ganzes Leben haben würden.

## Hintergrund
In Dänemark wurde der Film Drømmen am 24. März 2006 in den Kinos uraufgeführt, am 17. November 2006 kam er in der englischen Synchronisation unter dem Titel We Shall Overcome in die britischen und am 24. Mai 2007 in der deutschen Synchronisation unter dem Titel Der Traum in die deutschen Kinos.
Die Altersfreigabe FSK 6 für die BRD wurde von der Bundeszentrale für politische Bildung und Vision Kino durch den Zusatz: Altersempfehlung: 10 bis 16 Jahre oder Klassenstufen: 5. bis 11. Klasse ergänzt. In Dänemark und Finnland befand man 11, in Großbritannien und den Niederlanden 12 Jahre als Altersfreigabe für angemessen.

## Kritiken
„Eindrucksvoll zeichnet Niels Arden Oplev das Porträt einer repressiven Gesellschaft mit ihren Auswüchsen und die schmerzlichen Erfahrungen der Kindheit, aber auch die kleinen Refugien und zärtlichen Momente. Bei diesem Plädoyer für Selbstbestimmung fehlt es trotz des schweren Themas nicht an funkelnder Leichtigkeit und herzergreifender Unterhaltung. Ein formidables Schauspielensemble, allen voran der jugendliche Hauptdarsteller in seiner Unschuld, Verletzbarkeit und Aufbegehren, runden das nicht nur für Heranwachsende, sondern auch für Erwachsene bewegende Kinoerlebnis ab. Einer der anrührendsten Familienfilme seit Langem.“

„Regisseur Niels Arden Oplev […] inszenierte nach eigenem Drehbuch eine wunderbare Kindheitserinnerung als Mischung zwischen Komödie und Drama. Dabei entwickelte er ein besonderes Gespür für seine Hauptfigur, die zudem bestens von Janus Dissing Rathke interpretiert wird.“

„Präzise zwischen realitätsnahem Zeitbild und großem Gefühlskino austarierter Familienfilm um Angst und Unterdrückung, Zivilcourage und Aufrichtigkeit, hervorragend inszeniert und ergreifend gespielt.“